# Winfield (Alabama)
Winfield is een plaats (city) in de Amerikaanse staat Alabama, en valt bestuurlijk gezien onder Fayette County en Marion County.

## Demografie
Bij de volkstelling in 2000 werd het aantal inwoners vastgesteld op 4540.
In 2006 is het aantal inwoners door het United States Census Bureau geschat op 4692, een stijging van 152 (3.3%).

## Geografie
Volgens het United States Census Bureau beslaat de plaats een oppervlakte van
42,1 km², waarvan 42,0 km² land en 0,1 km² water. Winfield ligt op ongeveer 167 m boven zeeniveau.

## Plaatsen in de nabije omgeving
De onderstaande figuur toont de plaatsen in een straal van 24 km rond Winfield.